# چم هاشم دهقان
چم هاشم دهقان، روستایی از توابع بخش سلطان آباد شهرستان رامهرمز در استان خوزستان ایران است.

## جمعیت
این روستا در دهستان  رستم آباد قرار دارد و براساس سرشماری مرکز آمار ایران در سال 1395، جمعیت آن 200 نفر (45خانوار) بوده‌است.